# Liste von Kontrabasskonzerten
Eine Liste wichtiger Konzerte für Kontrabass, alphabetisch nach Komponist sortiert.

## Abert, Johann Joseph(1832–1915)
- Konzert für Kontrabass und Orchester
- Variationen für Kontrabass und Orchester

## Ali-Sade, Frangis(geb. 1947)
- DEYISHME Musik für Kontrabass, Tabla und Streichorchester

## Bennett, Richard Rodney(1936–2012)
- Konzert für Kontrabass und Kammerorchester

## Bottesini, Giovanni(1821–1889)
- Konzert Nr. 1 in fis-moll
- Kontrabasskonzert Nr. 2 h-moll
- Konzert für Kontrabass und Streichorchester in c-moll
- Concerto di Bravura
- Grand duo concertant für Violine, Kontrabass und Streicher
- Duett für Kontrabass, Klarinette & Orchester
- Duo Concertant über „I Puritani“ für Cello, Kontrabass & Orchester
- Grand Duo Concertant für 2 Kontrabässe & Orchester
- Grand Duo Passione für 2 Kontrabässe und Orchester

## Bruns, Victor(1904–1996)
- Konzert für Contrabass und Streicher op. 73 (1982)

## Bryars, Gavin(geb. 1943)
- Kontrabasskonzert „Farewell to St. Petersburg“ für Kontrabass, Bass-Chor und Kammerorchester

## Capuzzi, Antonio(1755–1818)
- Concerto in D (F) Dur

## Cimador, Giambattista Conte de(1761–1805)
- Konzert für Kontrabass und Orchester in G-Dur ("Concerto Per Contrabasso A tre Corde Del Sig: Gianbatta: Cimador")

## Dittersdorf, Carl Ditters von(1739–1799)
- Kontrabasskonzert Nr. 1 Es-Dur (heute meist in D-Dur gespielt)
- Kontrabasskonzert Nr. 2 Es-Dur (heute meist in E-Dur gespielt)

## Dragonetti, Domenico(1763–1846)
- Konzert für Kontrabass und Orchester in G-Dur
- Concerto in A-Dur

## Eggert, Moritz(geb. 1965)
- „Primus“ – Konzert für Kontrabass und Orchester

## Ehrensperger, Carlos(1911–2001)
- Musik für Bassgeige und kleines Orchester

## Eschpai, Andrei Jakowlewitsch(1925–2015)
- Kontrabasskonzert (1994/95)

## Findeisen, Theodor Albin(1881–1936)
- Konzert für Kontrabass und Orchester, op. 15

## Francaix, Jean(1912–1997)
- Concerto

## Geier, Oscar(1889–1952)
- Konzert für Kontrabass und Orchester, op. 11

## Genzmer, Harald(1909–2007)
- Konzert für Violoncello, Kontrabass und Streicher, 1984

## Guy, Barry(geb. 1947)
- EOS für Kontrabass und Orchester

## Harbison, John(geb. 1938)
- Concerto for Bass Viol

## Hartzell, Eugene(1932–2000)
- Kontrabasskonzert, 1994

## Haydn, Joseph(1732–1809)
- Konzert für Kontrabass und Orchester D-Dur (Hob. VIIc:1 – verloren)

## Henze, Hans Werner(1926–2012)
- Concerto per contrabbasso ed orchestra (1966)

## Hertl, František(1906–1973)
- Konzert für Kontrabass und Orchester

## Hoffmeister, Franz Anton(1754–1812)
- Konzert für Kontrabass Nr. 1 in D-Dur
- Konzert für Kontrabass Nr. 2 in D-Dur
- Konzert für Kontrabass Nr. 3 in D-Dur
- Konzert für Kontrabass, 2 Violinen, 2 Oboen, 2 Hörner, Viola und Basso continuo Es-Dur

## Jacob, Gordon(1895–1984)
- Concerto for Double Bass (1972)

## Jantschenko, Oleg Grigorjewitsch(1939–2002)
- Konzert für Kontrabass und Orchester Nr. 1
- Konzert für Kontrabass und Orchester Nr. 2

## Josephs, Wilfred(1927–1997)
- Kontrabasskonzert op. 118

## Kapustin, Nikolai(1937–2020)
- Konzert für Kontrabass und Symphonieorchester (1994)

## Koppel, Anders(geb. 1947)
- Konzert für Kontrabass und Streichorchester (Streichquartett)

## Kozeluch, Leopold(1747–1818)
- Sinfonia concertante Es-Dur für Mandoline, Trompete, Kontrabass & Orchester

## Kussewizki, Sergei Alexandrowitsch(1874–1951)
- Konzert für Kontrabass und Orchester Nr. 2 h-moll
- Konzert für Kontrabass und Orchester in fis-moll, op. 3 (1902)

## Kühnl, Claus(* 1957)
- Vorspruch und Gesang des Einhorns für Kontrabass und zwei Orchestergruppen (1986)

## Larsson, Lars-Erik(1908–1986)
- Concertino für Kontrabass & Streichorchester Op. 45/11

## Meyer, Edgar(geb. 1960)
- Konzert für Kontrabass und Orchester in D-Dur
- Doppelkonzert für Cello und Kontrabass

## Meyer-Tormin, Wolfgang(1911–1988)
- Virtuose Kontrabasskonzerte

## Menotti, Gian Carlo(1911–2007)
- Konzert für Kontrabass und Orchester

## Meriläinen, Usko(1930–2004)
- Konzert für Kontrabass & Percussion

## Mortari, Virgilio(1902–1993)
- Concerto per Franco Petracchi

## Nanny, Edouard(1872–1942)
- Konzert in e-moll

## Neubert, Günter(1936–2021)
- Konzert für Kontrabass und Orchester (1990)

## Obieta, Francisco(geb. 1957)
- 1. Kontrabasskonzert für Kontrabass und Orchester
- 2. Kontrabasskonzert für Kontrabass und Orchester

## Ohzawa, Hisato(1907–1953)
- Double-Bass Concerto (1934)

## Papandopulo, Boris(1906–1991)
- Konzert für Kontrabass und Streichorchester

## Pichl, Václav(auch Wenzel Pichl) (1741–1805)
- Konzert für Kontrabass, 2 Violinen, 2 Oboen, 2 Hörner, Viola und Basso continuo D-Dur

## Poradowski, Stefan Bolesław(1902–1967)
- Konzert für Kontrabass und Orchester

## Previn, André(1929–2019)
- Doppelkonzert für Violine, Kontrabass und Orchester

## Proto, Frank(geb. 1941)
- Concerto No. 3 „4 Picasso-Scenes“

## Ringger, Rolf Urs(1935–2019)
- Canto vagante für Kontrabass und Orchester

## Röttger, Heinz(1909–1977)
- Kontrabasskonzert (1966)
- Konzert für Violine, Kontrabass und Streichorchester (1971)

## Rota, Nino(1911–1979)
- Divertimento Concertante

## Salles(1843–1907)
- Konzert für Kontrabass & kleines Orchester

## Schifrin, Lalo(1932–2025)
- Konzert für Kontrabass und Orchester (1987)

## Schmidt, Hartmut(* 1946)
- Konzert für Kontrabass und Orchester (1985)

## Schuller, Gunther(1925–2015)
- Konzert für Kontrabass und Kammerorchester (1968)

## Skalkottas, Nikos(1904–1949)
- Konzert für Kontrabass und Orchester (1942)

## Smirnow, Dmitri(1948–2020)
- TRIPELKONZERT für Altsaxophon, Klavier, Kontrabass, Streicher und Schlagzeug

## Sperger, Johann Matthias(1750–1812)
- Konzert für Kontrabass und Orchester in D-Dur, No. 1
- Konzert für Kontrabass und Orchester in D-Dur, No. 2
- Konzert für Kontrabass und Orchester in D-Dur, No. 8
- Konzert für Kontrabass und Orchester in D-Dur, No. 15, 1796
- Konzert für Kontrabass und Orchester in D-Dur, No. 16
- Konzert für Kontrabass und Orchester in A-Dur, No. 17
- Konzert für Kontrabass und Orchester in h-Moll, No. 18

## Tubin, Eduard(1905–1982)
- Double Bass Concerto (1948)

## Urbanner, Erich(geb. 1936)
- Konzert für Kontrabass und Orchester (1973)

## Vanhal, Johann Baptist(1739–1813)
- Konzert für Kontrabass und Orchester D-Dur
- Konzert für Kontrabass, 2 Violinen, 2 Oboen, 2 Hörner, Viola und Basso continuo Es-Dur
- Concerto in E-Dur
- Konzert A-Dur für Violoncello, Kontrabass und Orchester

## Wróbel, Feliks(1894–1954)
- Konzert für Kontrabass und Orchester

## Zimmermann, Anton(1741–1781)
- Konzert für Kontrabass und Orchester D-Dur